# 让字镇
让字镇，是中华人民共和国吉林省松原市乾安县下辖的一个行政建制镇。

## 行政区划
让字镇下辖以下地区：
让字村、遐字村、体字村、有字村、河字村、淡字村、珠字村、巨字村、东露村、藏字村、西露村、号字村、海字村、位字村、大咸村和小贤村。